# Boissy-le-Bois
Boissy-le-Bois era una comuna francesa que estaba situada en el departamento de Oise, de la región de Alta Francia que el 1 de enero de 2019 pasó a formar parte de la comuna nueva de La Corne-en-Vexin como comuna delegada.

## Demografía
| Gráfica de evolución demográfica de Boissy-le-Bois entre 1800 y 2016 |
|                                                                      |

Los datos demográficos contemplados en este gráfico de la comuna de Boissy-le-Bois se han cogido de 1800 a 1999 de la página francesa EHESS/Cassini, y los demás datos de la página del INSEE.